# Baardmankruik

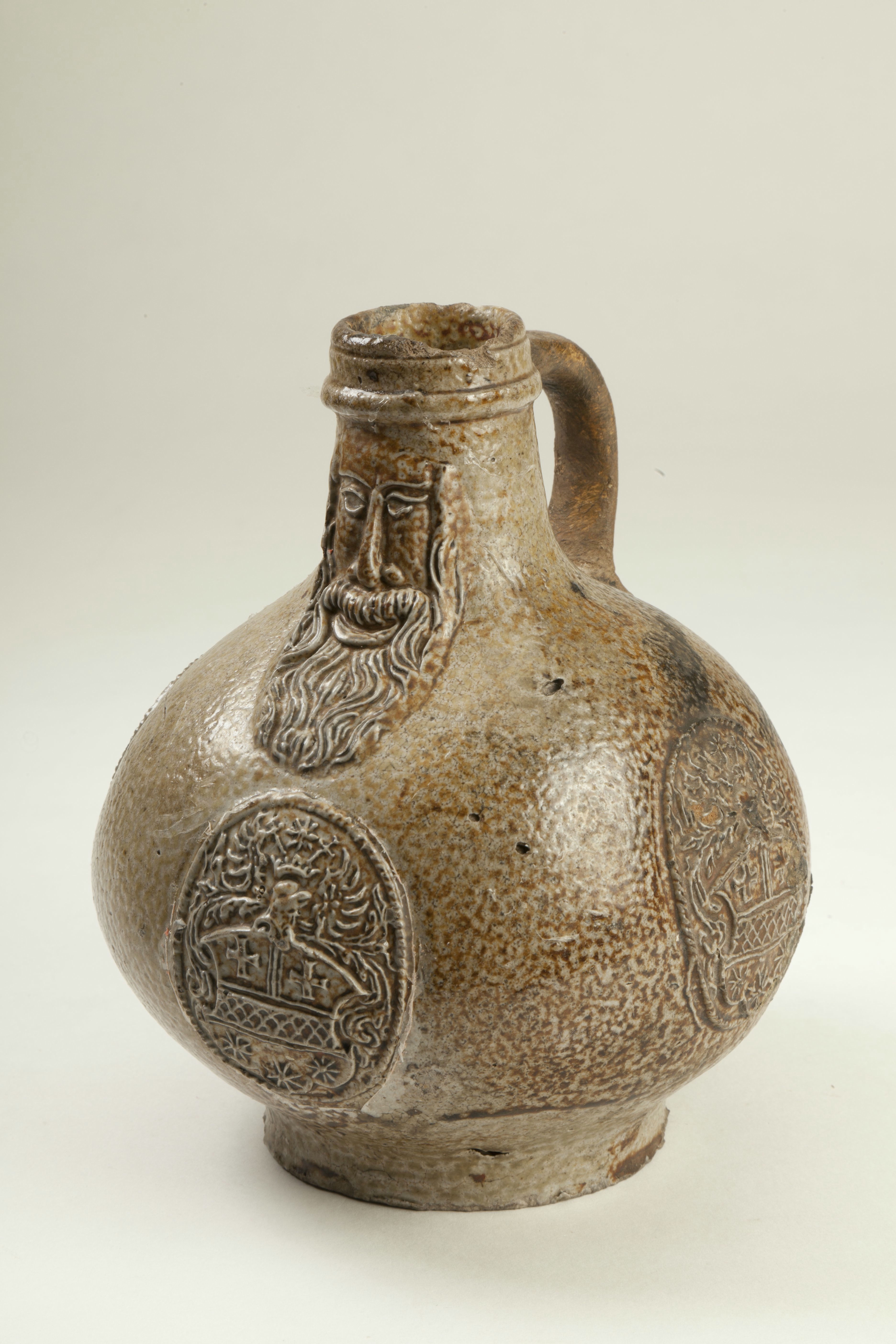
Kleine geelgrijze baardmankruik uit een scheepswrak opgegraven nabij Wieringerwerf

Een baardmankruik is een soort kruik die gemaakt is in het Rijnlands steengoed-gebied rond de stad Keulen in de 16e tot en met de 19e eeuw.
Volgens overlevering zou de baardige manskop op de hals van de kruik God moeten voorstellen. Volgens een andere verklaring zou het een wraakactie zijn van Keulse pottenbakkers die in de 16e eeuw uit de stad zouden zijn verjaagd vanwege het gifgas dat vrijkwam bij hun bakproces. Veel pottenbakkers trokken daarop naar Frechen. Tot op heden is dit verhaal niet bewezen. Vroege vormen van de baardmankruik uit het begin van de 16e eeuw, zogenoemde spitsneuzen, lijken gemodelleerd naar kruiken uit de Romeinse tijd. Deze kruiken werden vooral in Raeren geproduceerd.
In Engeland worden baardmankruiken sinds de zeventiende eeuw ook wel bellarmines genoemd. Dit is een spotnaam die Engelse protestanten gaven en verwees naar de gehate jezuïet en kardinaal Robert Bellarmine (1542-1621), een van de voortrekkers van de Contrareformatie.